# Medicina evolutiva

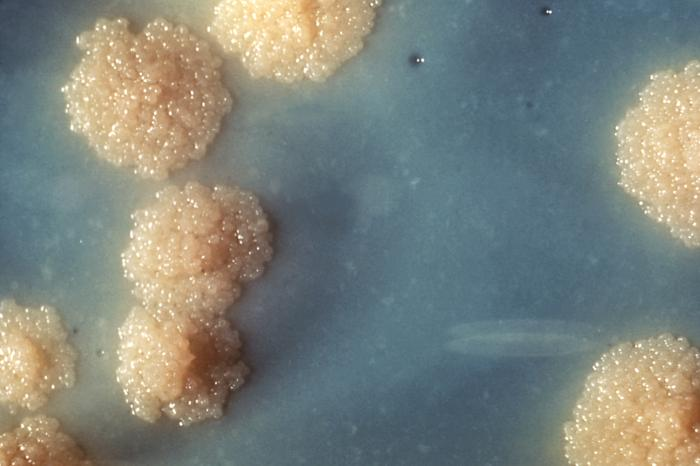
La bacteria Mycobacterium tuberculosis puede evolucionar para subvertir la protección ofrecida por las defensas inmunes

La medicina evolutiva o la medicina darwiniana es la aplicación de la teoría evolutiva moderna para comprender la salud y la enfermedad. La investigación y la práctica médica moderna se han centrado en los mecanismos moleculares y fisiológicos subyacentes a la salud y la enfermedad, mientras que la medicina evolutiva se centra en la pregunta de por qué la evolución ha moldeado estos mecanismos de maneras que pueden dejarnos susceptibles a la enfermedad. El enfoque evolutivo ha impulsado importantes avances en nuestra comprensión del cáncer, enfermedad autoinmune, y anatomía. Las escuelas de medicina han tardado más en integrar enfoques evolutivos debido a las limitaciones sobre lo que se puede agregar a los planes de estudios médicos existentes.

## Principios básicos de la medicina evolutiva
Utilizando el método Delphi, 56 expertos de una variedad de disciplinas, incluidas la antropología, la medicina y la biología, acordaron 14 principios fundamentales intrínsecos a la educación y la práctica de la medicina evolutiva. Estos 14 principios se pueden agrupar en cinco categorías generales: formulación de preguntas, evolución I y II (donde II implica un mayor nivel de complejidad), compensaciones evolutivas, razones de vulnerabilidad y cultura. Puede encontrar información adicional sobre estos principios en la tabla a continuación. 
| Tema                                                         | Principio central |
| ------------------------------------------------------------ | --- |
| Tipos de explicación (formulación de preguntas)              | Se necesitan tanto explicaciones inmediatas (mecanicistas) como últimas (evolutivas) para proporcionar una comprensión biológica completa de los rasgos, incluidos aquellos que aumentan la vulnerabilidad a la enfermedad.                       |
| Procesos evolutivos (evolución I)                            | Todos los procesos evolutivos, incluida la selección natural, la deriva genética, la mutación, la migración y el apareamiento no aleatorio, son importantes para comprender los rasgos y las enfermedades.                                        |
| Éxito reproductivo (evolución I)                             | La selección natural maximiza el éxito reproductivo, a veces a expensas de la salud y la longevidad. |
| Selección sexual (evolución I)                               | La selección sexual da forma a rasgos que resultan en diferentes riesgos de salud entre sexos. |
| Restricciones (evolución I)                                  | Varias restricciones inhiben la capacidad de la selección natural para dar forma a rasgos que son hipotéticamente óptimos para la salud. |
| Compensaciones (compensaciones evolutivas)                   | Los cambios evolutivos en un rasgo que mejoran el estado físico pueden estar vinculados a cambios en otros rasgos que disminuyen el estado físico.                                                                                                |
| Teoría de la historia de la vida (compensaciones evolutivas) | Los rasgos de la historia de la vida, como la edad de la primera reproducción, la esperanza de vida reproductiva y la tasa de senescencia, están determinados por la evolución y tienen implicaciones para la salud y la enfermedad.              |
| Niveles de selección (evolución II)                          | Pueden producirse vulnerabilidades a la enfermedad cuando la selección tiene efectos opuestos a diferentes niveles (por ejemplo, elementos genéticos, células, organismos, parientes y otros niveles).                                            |
| Filogenia (evolución II)                                     | El seguimiento de las relaciones filogenéticas para especies, poblaciones, rasgos o patógenos puede proporcionar información sobre la salud y la enfermedad.                                                                                      |
| Coevolución (evolución II)                                   | La coevolución entre especies puede influir en la salud y la enfermedad (por ejemplo, carreras armamentistas evolutivas y relaciones mutualistas como las que se ven en el microbioma).                                                           |
| Plasticidad (evolución II)                                   | Los factores ambientales pueden cambiar las trayectorias de desarrollo de formas que influyen en la salud y la plasticidad de estas trayectorias puede ser producto de mecanismos adaptativos evolucionados.                                      |
| Defensas (razones de vulnerabilidad)                         | Muchos signos y síntomas de la enfermedad (por ejemplo, fiebre) son defensas útiles, que pueden ser patológicas si están desreguladas. |
| Falta de coincidencia (razones de vulnerabilidad)            | Los riesgos de enfermedades pueden alterarse para los organismos que viven en entornos que difieren de aquellos en los que evolucionaron sus antepasados.                                                                                         |
| Prácticas culturales (cultura)                               | Las prácticas culturales pueden influir en la evolución de los humanos y otras especies (incluidos los patógenos), de manera que pueden afectar la salud y la enfermedad (por ejemplo, uso de antibióticos, prácticas de nacimiento, dieta, etc.) |

## Adaptaciones humanas
La adaptación funciona dentro de las limitaciones, hace compromisos y compensaciones, y ocurre en el contexto de diferentes formas de competencia.

### Restricciones
Las adaptaciones solo pueden ocurrir si son evolutivas . Por lo tanto, algunas adaptaciones que evitarían problemas de salud no son posibles. 
- No se puede evitar totalmente que el ADN sufra corrupción de replicación somática; esto ha significado que el cáncer, que es causado por mutaciones somáticas, no ha sido (hasta ahora) completamente eliminado por selección natural.
- Los humanos no pueden biosintetizar la vitamina C y, por lo tanto, corren el riesgo de sufrir escorbuto, enfermedad por deficiencia de vitamina C, si la ingesta dietética de la vitamina es insuficiente.
- Las neuronas retinianas y su producción de axones han evolucionado para estar dentro de la capa de células pigmentarias de la retina. Esto crea una restricción en la evolución del sistema visual de tal manera que el nervio óptico se ve obligado a salir de la retina a través de un punto llamado disco óptico. Esto, a su vez, crea un punto ciego. Lo que es más importante, hace que la visión sea vulnerable al aumento de la presión dentro del ojo (glaucoma), ya que esto cubre y daña el nervio óptico en este punto, lo que resulta en una visión deteriorada.

Otras limitaciones se producen como subproducto de las innovaciones adaptativas. 

### Compensaciones y conflictos
Una limitación para la selección es que las diferentes adaptaciones pueden entrar en conflicto, lo que requiere un compromiso entre ellas para garantizar una compensación óptima de costo-beneficio. 
- Eficiencia de carrera en mujeres y tamaño del canal de parto[7]
- Encefalización y tamaño intestinal[8]
- Protección de la pigmentación de la piel contra los rayos UV y la síntesis cutánea de vitamina D
- El habla y su uso de una laringe descendente, y un mayor riesgo de asfixia[9]

### Efectos de competencia
Existen diferentes formas de competencia que pueden dar forma a los procesos de cambio genético. 
- elección de pareja y susceptibilidad a la enfermedad[10]
- conflicto genómico entre la madre y el feto que produce preeclampsia[11][12]

## "Enfermedades de la civilización"
Los humanos evolucionaron para vivir como simples cazadores-recolectores en pequeñas bandas tribales. Los humanos contemporáneos ahora tienen un ambiente y una forma de vida muy diferentes. Este cambio hace que los humanos presentes sean vulnerables a una serie de problemas de salud, denominados "enfermedades de la civilización" y "enfermedades de la riqueza". Los humanos de la Edad de Piedra evolucionaron para vivir de la tierra, aprovechando los recursos que estaban disponibles para ellos. La evolución es lenta, y el rápido cambio de los entornos y prácticas de la Edad de Piedra al mundo de hoy es problemático porque todavía estamos adaptados a las circunstancias de la Edad de Piedra que ya no se aplican. Este desajuste tiene serias implicaciones para nuestra salud. "Los ambientes modernos pueden causar muchas enfermedades, como síndromes de deficiencia como el escorbuto y el raquitismo".) 

### Dieta
A diferencia de la dieta de los primeros cazadores-recolectores, la dieta occidental moderna a menudo contiene altas cantidades de grasa, sal y carbohidratos simples, como azúcares refinados y harinas. Estos cambios dietéticos relativamente repentinos crean problemas de salud.
- Riesgos para la salud de las grasas trans
- Caries dental
- Alimentos con alto IG
- Dieta moderna basada en la "sabiduría común" con respecto a las dietas en la era paleolítica

### Esperanza de vida
Ejemplos de enfermedades asociadas al envejecimiento son la aterosclerosis y las enfermedades cardiovasculares, cáncer, artritis, cataratas, osteoporosis, diabetes tipo 2, hipertensión y enfermedad de Alzheimer. La incidencia de todas estas enfermedades aumenta rápidamente con el envejecimiento (aumenta exponencialmente con la edad, en el caso del cáncer). 

Tasas de incidencia SEER específicas por edad, 2003-2007

De las aproximadamente 150,000 personas que mueren cada día en todo el mundo, aproximadamente dos tercios, 100,000 por día, mueren por causas relacionadas con la edad. En las naciones industrializadas, la proporción es mucho mayor, llegando al 90%. 

### Ejercicio
Muchos humanos contemporáneos realizan poco ejercicio físico en comparación con los estilos de vida físicamente activos de los ancestrales cazadores-recolectores. Los períodos prolongados de inactividad pueden haber ocurrido solo en los primeros humanos después de una enfermedad o lesión, por lo que un estilo de vida sedentario moderno puede indicar continuamente al cuerpo que desencadene respuestas metabólicas y relacionadas con el estrés que preservan la vida, como la inflamación, y algunos teorizan que esto causa enfermedades crónicas.

### Limpieza
Los humanos contemporáneos en los países desarrollados están en su mayoría libres de parásitos, particularmente los intestinales. Esto se debe en gran parte al lavado frecuente de la ropa y el cuerpo, y al saneamiento mejorado. Aunque dicha higiene puede ser muy importante cuando se trata de mantener una buena salud, puede ser problemática para el desarrollo adecuado del sistema inmunitario. La hipótesis de la higiene es que los humanos evolucionaron para depender de ciertos microorganismos que ayudan a establecer el sistema inmune, y las prácticas modernas de higiene pueden prevenir la exposición necesaria a estos microorganismos. "Los microorganismos y macroorganismos como los helmintos del lodo, los animales y las heces juegan un papel crítico en la conducción de la inmunorregulación". Los microorganismos esenciales juegan un papel crucial en la construcción y el entrenamiento de las funciones inmunes que combaten y repelen algunas enfermedades, y protegen contra la inflamación excesiva, que ha sido implicada en varias enfermedades. Por ejemplo, estudios recientes han encontrado evidencia que apoya la inflamación como factor contribuyente en la enfermedad de Alzheimer.

## Explicaciones específicas
Esta es una lista parcial: todos los enlaces aquí van a una sección que describe o debate su origen evolutivo. 

### Etapa de vida relacionada
- Tejido adiposo en lactantes humanos.[27]
- Artritis y otras enfermedades inflamatorias crónicas[28][29][30]
- Envejecimiento[6][31]
- Enfermedad de Alzheimer[32]
- Infancia[33]
- Menarquia[34]
- Menopausia[35]
- Menstruación[36][37][38]
- Náuseas matutinas[39][40]

### Otro
- Aterosclerosis[41]
- Artritis y otras enfermedades inflamatorias crónicas[28][29][30]
- Tos[42]
- Fibrosis quística[43]
- Oclusión dental[44]
- Diabetes Tipo II[45][46]
- Diarrea[42]
- Hipertensión esencial[47]
- Fiebre[48][49]
- Hipertensión gestacional
- Gota[50]
- Deficiencia de hierro[51]
- Hipótesis de genes ahorrativos[52][53]
- Phenylketonuria[54]
- Placebos[55]
- Osteoporosis[56]
- Trastornos del polimorfismo de los glóbulos rojos[57]
- Anemia falciforme[58][59]
- Comportamiento de enfermedad[60]
- Cánceres reproductivos femeninos[61]

## Psicología Evolutiva
Como se señala en la tabla a continuación, las hipótesis adaptacionistas con respecto a la etiología de los trastornos psicológicos a menudo se basan en analogías con perspectivas evolutivas sobre la medicina y las disfunciones fisiológicas (ver en particular el libro de Randy Nesse y George C. Williams Why We Get Sick). Los psiquiatras y psicólogos evolutivos sugieren que algunos trastornos mentales probablemente tienen múltiples causas.
| Posibles causas de 'anormalidades' psicológicas desde una perspectiva adaptacionista | Posibles causas de 'anormalidades' psicológicas desde una perspectiva adaptacionista | Posibles causas de 'anormalidades' psicológicas desde una perspectiva adaptacionista |
| ------------------------------------------------------------------------------------ | ------------------------------------------------------------------------------------ | --- |
| Causa posible                                                                        | Disfunción fisiológica                                                               | Disfunción psicológica |
| Adaptación funcional (defensa adaptativa)                                            | Fiebre/Vómito (respuestas funcionales a la infección o ingestión de toxinas)         | Depresión leve o ansiedad (respuestas funcionales a pérdida leve o estrés) |
| Subproducto de una(s) adaptación(es)                                                 | Gas intestinal (subproducto de la digestión de la fibra)                             | Fetiches sexuales (posible subproducto de adaptaciones normales de excitación sexual que se han 'impreso' en objetos o situaciones inusuales)                                                                                          |
| Adaptaciones con múltiples efectos.                                                  | Gen para la resistencia a la malaria, en forma homocigota, causa anemia falciforme   | Las adaptaciones para altos niveles de creatividad también pueden predisponer la esquizofrenia o el trastorno bipolar (adaptaciones con efectos positivos y negativos, quizás dependientes de trayectorias de desarrollo alternativas) |
| Adaptación defectuosa                                                                | Alergias (respuestas inmunológicas sobrereactivas)                                   | Autismo (posible mal funcionamiento del módulo de teoría de la mente) |
| Morfos dependientes de frecuencia                                                    | Los dos sexos/diferentes tipos de sangre y sistema inmunitario                       | Rasgos de personalidad y trastornos de la personalidad. (puede representar estrategias de comportamiento alternativas que dependen de la frecuencia de la estrategia en la población)                                                  |
| Desajuste entre entornos ancestrales y actuales.                                     | Diabetes tipo 2 moderna relacionada con la dieta                                     | La interacción moderna más frecuente con extraños (en comparación con familiares y amigos cercanos) puede predisponer una mayor incidencia de depresión y ansiedad                                                                     |
| Colas de curva normal (en forma de campana)                                          | Altura muy corta o alta                                                              | Colas de la distribución de los rasgos de personalidad (por ejemplo, extremadamente introvertido o extrovertido) |

Vea varias áreas temáticas y las referencias asociadas a continuación. 
- Agorafobia[66]
- Anxiedad[67]
- Depresión[68]
- Abuso de drogas[69]
- Esquizofrenia[70][71]
- Tristeza[72]

## Historia

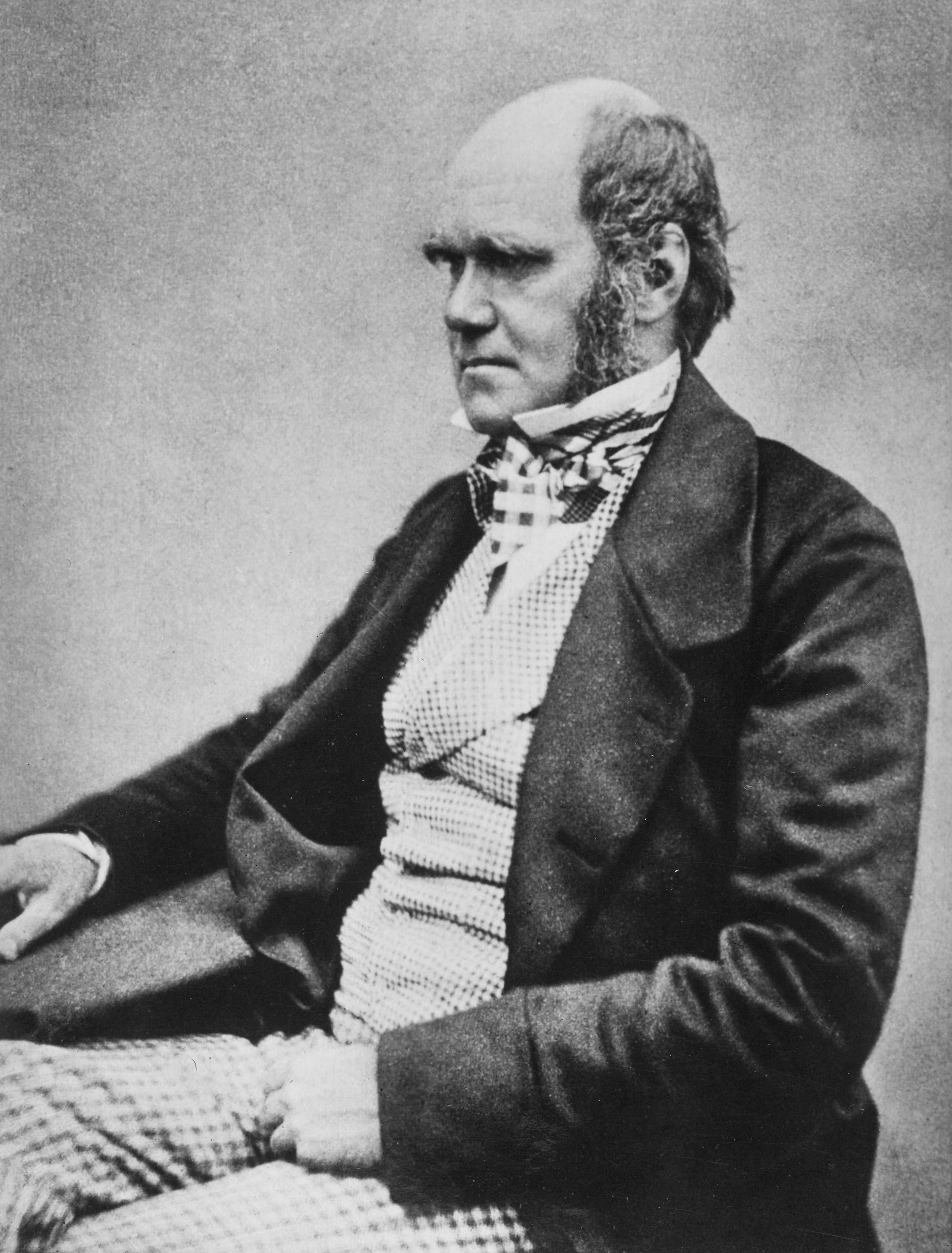
Charles Darwin

Charles Darwin no discutió las implicaciones de su trabajo para la medicina, aunque los biólogos rápidamente apreciaron la teoría de los gérmenes de la enfermedad y sus implicaciones para comprender la evolución de los patógenos, así como la necesidad de un organismo de defenderse de ellos. 

La medicina, a su vez, ignoró la evolución y, en cambio, se centró (como se hizo en las ciencias duras) en causas mecánicas próximas . 
 La medicina se ha inspirado en una física mecánica, derivada de Galileo, Newton y Descartes ... Como resultado de asumir este modelo, la medicina es mecanicista, materialista, reduccionista, causal lineal y determinista (capaz de predicciones precisas) en sus conceptos. Busca explicaciones para las enfermedades, o sus síntomas, signos y causas en forma individual, materialista, es decir, anatómica o estructural (por ejemplo, en los genes y sus productos), cambios dentro del cuerpo, forjados directamente (linealmente), por ejemplo, por infección, agentes tóxicos o traumáticos. p. 510 
George C. Williams fue el primero en aplicar la teoría evolutiva a la salud en el contexto de la senescencia. También en la década de 1950, John Bowlby abordó el problema del desarrollo infantil alterado desde una perspectiva evolutiva sobre el apego. 
Un desarrollo teórico importante fue la distinción de Nikolaas Tinbergen hecha originalmente en etología entre mecanismos evolutivos y proximales.
Randolph M. Nesse resume su relevancia para la medicina: 
 Todos los rasgos biológicos necesitan dos tipos de explicación, tanto proximales como evolutivos. La explicación inmediata de una enfermedad describe lo que está mal en el mecanismo corporal de las personas afectadas por ella. Una explicación evolutiva es completamente diferente. En lugar de explicar por qué las personas son diferentes, explica por qué todos somos iguales en formas que nos dejan vulnerables a la enfermedad. ¿Por qué todos tenemos muelas del juicio, un apéndice y células que pueden dividirse sin control? 
 El artículo de Paul Ewald en 1980, “Evolutionary Biology and the Treatment of Signs and Symptoms of Infectious Disease”, y el de Williams y Nesse en 1991, “The Dawn of Darwinian Medicine” fueron desarrollos clave. El último artículo "obtuvo una recepción favorable", y condujo a un libro, Why We Get Sick (publicado como Evolution and healing en el Reino Unido). En 2008, comenzó una revista en línea: Evolution and Medicine Review . 